# Astrid Roemer
Astrid Heligonda Roemer (Paramaribo, 27 april 1947) is een Nederlands schrijfster van Surinaamse herkomst. In 2016 ontving zij de P.C. Hooft-prijs, in 2021 werd haar de Prijs der Nederlandse Letteren toegekend.

## Levensloop
Behalve Afrikaanse wortels heeft Roemer naar eigen zeggen zowel aan de kant van haar moeder als aan die van haar vader in de mannelijke lijn Schotse voorouders. In 1966 vertrok ze naar Nederland, maar ze keerde terug naar haar geboorteland om daar te werken als onderwijzeres. In 1975 vestigde zij zich opnieuw in Nederland. Van 2006 tot 2009 woonde zij weer in haar geboorteland.
Zij debuteerde in 1970 onder het pseudoniem Zamani met de poëziebundel Sasa; mijn actuele zijn. Ze was in die tijd actief in de Black Panther-beweging en verkoos een Swahili-pseudoniem en titel om haar Afrikaanse afkomst te benadrukken. De in 1974 verschenen roman Neem mij terug, Suriname werd in Suriname uitermate populair. Zij geeft hierin een klassieke emigrantenthematiek weer: de ontheemding van een Surinamer in Nederland en diens terugverlangen. Artistiek was het boek volgens haar niet geslaagd, reden waarom Roemer het herschreef tot Nergens ergens (1983). De novelle Waarom zou je huilen mijn lieve, lieve... (1976) geeft een schets van een arme man die zich verheugt over zijn winst in de lotto tot hij ontdekt dat de ratten zijn lot hebben opgeknaagd. Met de novelle De wereld heeft gezicht verloren (1975) hield Roemer zich voor het eerst bezig met wat later haar hoofdproblematiek zou worden: het mysterie van het vrouw-zijn. De thematiek van de zwarte identiteit zou naar de achtergrond schuiven. Vooral de 'fragmentarische biografie' Over de gekte van een vrouw (1982) werd een succes. De roman Levenslang gedicht (1987) tracht de kringloop van het leven uit te drukken in zijn structuur en zijn metaforische taal. Artistiek heeft het boek grotere pretenties dan het eerdere werk en vraagt ook om secure lezing. Een deel van de critici werd er door op het verkeerde been gezet.
Ook de toneelstukken De buiksluiter (1981), Paramaribo! Paramaribo! (1983) en Een Vrouw Van Een Man (1985), de dichtbundel En wat dan nog?! (1985) en het kleine prozadrieluik De achtentwintigste dag (1988) benaderen vanuit allerlei invalshoeken het fenomeen van de vrouw als individu en als relationeel wezen. De genoemde dichtbundel gaf aanleiding tot speculaties over Roemers seksuele geaardheid. In de novelle De orde van de dag (1988) draait het verhaal om het thema 'dictatorschap'. Haar volgens critici rijpste poëzie verscheen in de bundel NoordzeeBlues (1985). In 1989 verscheen het prozadrieluik Het spoor van de jakhals, waarin zij de sterke onderlinge afhankelijkheid der beide seksen benadrukt. Radiocolumns bundelde zij in Oost West Holland Best (1989). Een driehoeksverhouding beschrijft zij in de novelle Alles wat gelukkig maakt (1989).
Haar verhalen verschenen in verschillende Engelstalige bloemlezingen, onder meer in Diversity is power (2007).
Het artistiek meest ambitieuze schrijfproject van Roemer is de romantrilogie Gewaagd leven (1996), Lijken op liefde (1997) en Was getekend (1999), die in 2001 in één band verscheen als Roemers drieling en opnieuw in 2016 als Onmogelijk moederland. In deze grote en uiterst complexe trilogie geeft Roemer verbeelding aan de werkelijkheid en de dromen van de Surinamers in de laatste drie decennia van de 20e eeuw, en in het bijzonder wat de militaire dictatuur in Suriname onder leiding van Bouterse van na 1980 voor het land Suriname en de mensen heeft betekend.
Bij de Tweede Kamerverkiezingen 1989 was zij een van de lijstduwers voor het net opgerichte GroenLinks. In 1990 kreeg Roemer een zetel voor GroenLinks in de Haagse gemeenteraad, maar ze kwam al spoedig in conflict met haar fractie en woonde de vergaderingen niet meer bij.
Van circa 2000 tot 2015 was de schrijfster voor de buitenwereld onzichtbaar. In die periode woonde ze op verschillende plekken in Nederland, Rome, Paramaribo (2006-2009) en Edinburgh, en ten slotte op het Schotse eiland Skye, waar ze wilde werken aan een roman over twee broers. Na Schotland ging ze in het Belgische Gent wonen. In 2015 vond de première plaats van Cindy Kerseborns documentaire over Roemers leven, De wereld heeft gezicht verloren, waarbij Roemer niet aanwezig was maar wel een reactie gaf. Roemer begon weer deel te nemen aan het openbare leven in 2016; ze sprak tijdens de slavernijherdenking in Amsterdam en las voor tijdens de Nacht van de Poëzie in Utrecht. Ook gaf Roemer interviews waarin ze onder andere uitlegde dat ze gestalkt zou worden en daarom Nederland was ontvlucht.

## Bekroningen

### LiBeraturpreis
Voor de Duitse vertaling van Lijken op liefde ontving Roemer in 1999 de LiBeraturpreis, die het oecumenisch centrum Christuskirche in Frankfurt toekent om literatuur uit andere culturen in de schijnwerpers te zetten.

### P.C. Hooft-prijs
In december 2015 kondigde de jury van de P.C. Hooft-prijs aan dat haar de prijs voor 2016 was toegekend. Volgens de jury zijn haar romans niet alleen 'scherpe en relevante interventies in het publieke debat', maar ook 'complexe verbeeldingen van de geschiedenis van Suriname'. Aan de prijs is een bedrag van zestigduizend euro verbonden. De jury bestond uit Karin Amatmoekrim, Sander Bax (voorzitter), Toef Jaeger, Edzard Mik en Pauline Slot. Roemer is de eerste auteur van Caraïbische oorsprong aan wie deze prijs werd toegekend.

### Prijs der Nederlandse Letteren
In maart 2021 werd Roemer voor haar gehele oeuvre de Prijs der Nederlandse Letteren toegekend. Ook hier was Roemer de eerste auteur van Surinaamse afkomst die bekroond werd met deze in het Nederlandse taalgebied prestigieuze literaire prijs. In het juryverslag staat: "Met haar romans, toneelteksten en gedichten bekleedt Astrid H. Roemer een unieke positie in het Nederlandstalige literatuurlandschap. Haar werk is onconventioneel, poëtisch en doorleefd. Roemer slaagt erin thema’s uit de recente grote geschiedenis, zoals corruptie, spanning, schuld, kolonisatie en dekolonisatie, te verbinden met de kleine geschiedenis, het verhaal op mensenmaat".
Het was de bedoeling dat de daadwerkelijke uitreiking van de prijs, door koning Filip van België, in oktober 2021 zou plaatsvinden. Daaraan voorafgaand, op 30 juli van datzelfde jaar, plaatste Roemer op haar Facebook-pagina een 'bedankje' aan de Surinaamse oud-legerleider en voormalig president Desi Bouterse: "Onze SURINAAMSE GEMEENSCHAP heeft D.D.B. hard nodig gehad ZELFBEWUSTER te worden. Merci Man."  Bouterse was in 2019 door de Surinaamse krijgsraad in eerste aanleg veroordeeld tot twintig jaar gevangenisstraf voor zijn leidende rol in de Decembermoorden, waarbij in 1982 vijftien prominente Surinamers geëxecuteerd werden. Tegenover het Nederlandse tv-actualiteitenprogramma Nieuwsuur verdedigde zij haar uitspraken: "Ik ben geneigd te zeggen dat Bouterse na zo veel jaren geen gevangenisstraf zou moeten krijgen, gezien zijn inzet voor de dekolonisatie van Surinamers." Het Comité van Ministers van de Nederlandse Taalunie distantieerde zich van Roemers uitspraken en besloot vervolgens, in samenspraak met Literatuur Vlaanderen en het Nederlands Letterenfonds, dat er uiteindelijk geen feestelijke uitreiking van de prijs zou volgen.

### Nominaties
- 2024 - De Boon (literatuurprijs) voor DealersDochter

## Werken
- 1970 - Sasa; mijn actuele zijn (onder het pseudoniem Zamani)
- 1974 - Neem mij terug, Suriname
- 1975 - De wereld heeft gezicht verloren
- 1982 - Over de gekte van een vrouw
- 1983 - Nergens ergens
- 1985 - En wat dan nog?!
- 1983 - Paramaribo! Paramaribo!, muziektheater
- 1985 - NoordzeeBlues
- 1987 - Levenslang gedicht
- 1987 - Waarom zou je huilen mijn lieve, lieve...
- 1987 - Wat heet anders, lp met muziek van o.a. Frank Ong-Alok
- 1988 - De achtentwintigste dag
- 1988 - De orde van de dag
- 1988 - Het spoor van de jakhals
- 1989 - Alles wat gelukkig maakt
- 1989 - Oost West Holland Best
- 1990 - Een naam voor de liefde
- 1991 - Dichter bij mij schreeuw ik
- 1992 - Ik houd onvoorwaardelijk van je, hoorspel voor de NOS
- 1993 - Niets wat pijn doet
- 1996 - Gewaagd leven
- 1997 - Lijken op liefde
- 1997 - Suriname
- 1998 - Was getekend
- 1998 - De nachtspiegel[12]
- 2000 - Voetsporen (red. bloemlezing, met Remco Ekkers)
- 2001 - ‘Miauw’
- 2001 - Rosa (Rotterdams Leescadeau)
- 2004 - Zolang ik leef ben ik niet dood
- 2008 - Omhels Mij, cd met muziek van Frank Ong-Alok en Flower to the People
- 2012 - Afnemend; 21 liefdesgedichten. Buku Bibliotheca Surinamica, Amsterdam
- 2016 - Onmogelijk moederland. Bevat Gewaagd leven, Lijken op liefde en Was getekend
- 2016 - Liefde in tijden van gebrek: memoires van een thuisloze
- 2016 - Een Dame, een Poes en een Kater, libretto
- 2017 - Olga en haar driekwartsmaten. Uitgeverij Prometheus, Amsterdam. ISBN 9789044631692
- 2018 - Gebroken Wit. Uitgeverij Prometheus, Amsterdam. ISBN 9789044640182
- 2021 - Ik ga strijden moeder: gekozen gedichten. Samenstelling, inleiding en verantwoording Koos van den Kerkhof. In de Knipscheer, Haarlem, 2021. ISBN 9789493214576
- 2023 - DealersDochter. Uitgeverij Prometheus, Amsterdam. ISBN 9789044641769[13]

## Over Astrid Roemer
- Michiel van Kempen, 'Astrid Roemer.' In: Kritisch Lexicon van de Moderne Nederlandstalige Literatuur, nr. 43, november 1991. Met aanvulling in nr. 95, november 2004 (biografie, beschouwing, uitvoerige primaire en secundaire bibliografie).
- Roline Redmond, Taal, macht en cultuur. Machtsverhoudingen in een Afro-Caribische roman. Utrecht: Faculteit der Sociale Wetenschappen, Universiteit Utrecht, 1993.
- Michel Szulc-Krzyzanowski & Michiel van Kempen, 'Astrid Roemer.' In: Michel Szulc-Krzyzanowski & Michiel van Kempen, Woorden op de westenwind. Surinaamse schrijvers buiten hun land van herkomst. Amsterdam: In de Knipscheer, 1994, pp. 126–153.
- August Hans den Boef, 'Astrid Roemers trilogie van het verscheurde Suriname.' In: Bzzlletin, 27 (1998), nr. 255, april, pp. 32–36.
- Joris Gerits, 'Astrid Roemer en de ware geschiedenis van Suriname.' In: Kathleen Gyssels & Paul Pelckmans (red.), Het labyrint van de bevrijding: tien postkoloniale auteursportretten. Kapellen: Pelckmans, 1999, pp. 67–88.
- Els Moor, '"Je bent wat je wil zijn": sporen van hoop in de trilogie van Astrid Roemer.' In: Armada, jrg. 4, nr. 16, september 1999, pp. 73–81.
- Michiel van Kempen, 'De onuitwisbare kenmerken van de zwarte stem: over de stijl van Astrid H. Roemer.' In: Tydskrif vir Nederlands en Afrikaans, 5 (1998), nr. 1, juni, pp. 21–39.[14]
- Michiel van Kempen, Een geschiedenis van de Surinaamse literatuur. Breda: De Geus, 2003, deel II, pp. 1019, 1023, 1099-1110.
- Yra van Dijk, 'Media, materialiteit en relatie in Astrid Roemers Lijken op liefde.' In: Het andere postkoloniale oog. Onbekende kanten van de Nederlandse (post)koloniale literatuur en cultuur. Onder redactie van Michiel van Kempen. Hilversum: Verloren, 2020, pp. 231–240.
- Michiel van Kempen, 'Kroniek van een aangekondigde val; Astrid Roemer en de prijs der Nederlandse Letteren: een postkoloniale casus.' In: Bernadette Bérénos e.a. (red.), Neerlandistiek in een meertalige Caribische context, met bijzondere aandacht voor vreemdetaalbenadering. Zesde CARAN-conferentie in Curaçao, 9, 10 en 11 december 2021. Curaçao/Aruba/Paramaribo: Universiteit van Curaçao, Algemene Faculteit (AF)/Universiteit van Aruba/Anton de Kom Universiteit (AdeKUS), Instituut voor Maatschappijwetenschappelijk Onderzoek IMWO, 2023, pp. 169-217.